# Dypsis intermedia
Espèce
Statut de conservation UICN

 CR B1ab(iii,v)+2ab(iii,v); C2a(i,ii); D : 
En danger critique
Dypsis intermedia est une espèce de plantes de la famille des Arecaceae.

## Publication originale
- Palms of Madagascar 243–244. 1995.